# Synodontis kogonensis
Synodontis kogonensis is een straalvinnige vissensoort uit de familie van de baardmeervallen (Mochokidae). De wetenschappelijke naam van de soort is voor het eerst geldig gepubliceerd in 2008 door Musschoot & Lalèyè.